# Baxter (banda)
Baxter (a veces escrito .baxter.) fue una banda de post-hardcore de Chicago. Es conocida por ser la anterior banda de Tim McIlrath (después Rise Against, The Killing Tree y The Honor System) y Neil Hennessy, (después The Lawrence Arms, The Killing Tree, The Falcon y Colossal) as the former band of .

## Biografía
Baxter se formó en 1995 en Chicago, Illinois y comenzó tocando en la zona para público muy reducido. Lanzaron su primer disco, Troy's Bucket, de forma independiente logrando cierto nombre en la escena underground de la ciudad. En 1996, firmaron contrato con el sello independiente Static Station. En 1997 lanzaron Lost Voices en 7", para cuando ya tenía un nombre en la escena local. Se separaron en 1999 y sus miembros han tocado en badas de la escena hardcore como The Killing Tree, The Honor System, The Lawrence Arms y Rise Against. En 2003, Will Not Clear Man Records lanzó Baxter, un álbum recopilatorio con canciones conocidas y varias inéditas y demos.

## Discografía
- Troy's Bucket (1996) - Astroboy Records
- Lost Voices... (1997) - Static Station Records
- .baxter. (2002) - Will Not Clear Man records